# Touch Me
A Touch Me egy dal a The Doors együttes 1969-es The Soft Parade című albumáról, amely még fél évvel a nagylemez kiadása előtt kislemezen is megjelent. Szerzője a gitáros Robby Krieger volt.
A dal a Billboard Hot 100 listán a harmadik helyezést érte el, Kanadában pedig listavezető volt.

## Közreműködött

###### The Doors
- Jim Morrison – ének
- Ray Manzarek – billentyűs hangszerek
- Robby Krieger – gitár
- John Densmore – dob

###### Egyéb zenészek
- Paul Harris – zenekari feldolgozások
- Harvey Brooks – basszusgitár
- Curtis Amy – szaxofon (szóló)

## Slágerlistás helyezések
| Chart (1968–69)                     | Peak position |
| ----------------------------------- | ------------- |
| Ausztrália (Kent Music Report)      | 10            |
| Ausztria                            | 16            |
| Dél-afrikai Köztársaság (Springbok) | 7             |
| Hollandia                           | 21            |
| Kanada RPM T                        | 1             |
| Németország                         | 39            |
| Svájc                               | 10            |
| U.S. Billboard Hot 100              | 3             |
| U.S. Cash Box Top 100               | 1             |
| Új-Zéland (Listener)                | 6             |

| Chart (1969)         | Rank |
| -------------------- | ---- |
| Kanada               | 23   |
| US Billboard Hot 100 | 49   |
| US Cash Box          | 18   |

## Külső hivatkozások
- Dalszöveg Archiválva 2020. március 29-i dátummal a Wayback Machine-ben